# إيسيخا بالومبيي
إيسيخا بالومبيي (بالإسبانية: Écija Balompié)‏ نادي كرة قدم إسباني يلعب في دوري الدرجة الثالثة الإسباني. تم تأسيس النادي في عام 1939.

## روابط خارجية
- Écija Balompié